# Babenko

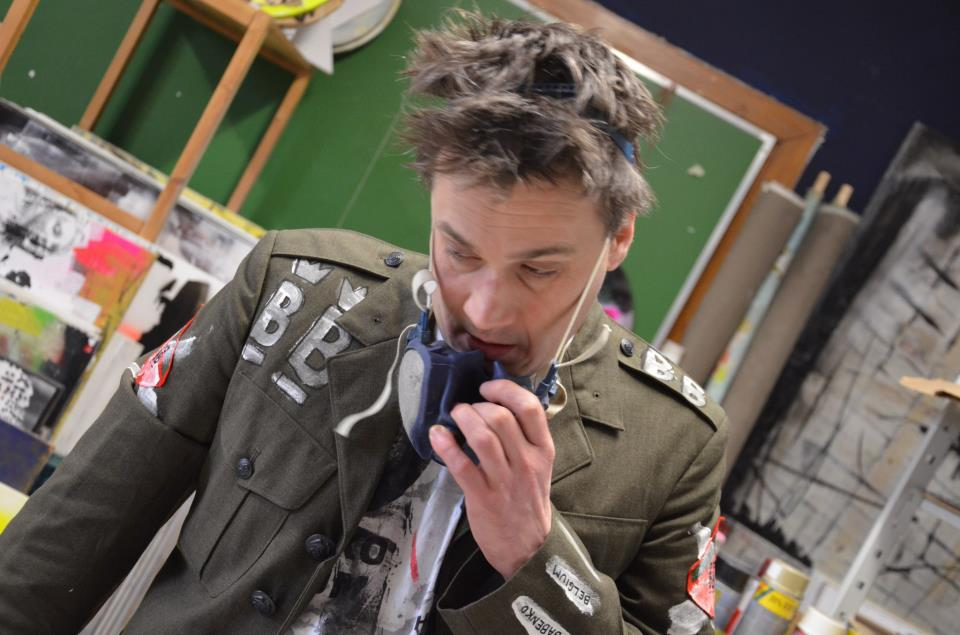
Babenko in zijn atelier in Antwerpen

Andrej Babenko (Bojarka, Oekraïne, 23 juni 1974) is een Vlaams beeldend kunstenaar en grafisch ontwerper die in zijn werk gebruikmaakt van stencils, graffiti en olieverf. Zijn stijl wordt Street Art of ook wel Post Graffiti & Appropriation Art genoemd. Zijn werk wordt gekenmerkt door sociale betrokkenheid, een kritische houding en humor.

## Persoonlijk leven
Op zoek naar artistieke vrijheid vluchtte Babenko op 14-jarige leeftijd naar een undergroundrockclub in het Russische Sint-Petersburg.
Na verschillende keren als punker te zijn gearresteerd, emigreerde hij als vluchteling op 25-jarige leeftijd naar België. In Antwerpen volgde hij een opleiding grafisch ontwerp aan het Sint Lucas en schilderkunst aan de Koninklijke Academie voor Schone Kunsten.
Momenteel werkt hij voornamelijk vanuit zijn atelier in Merksem.

## Werk
Na zijn studies werkte Babenko twee jaar als grafisch ontwerper en illustrator voor de Vlaamse Opera.
In 2010 had hij een solotentoonstelling bij de Vlaamse Opera, getiteld Tegen de stroom. Ook werden er werken van hem geveild op hun benefietgala, waar hij het hoogste bod behaalde. In 2011 had hij een solotentoonstelling getiteld I never read, I just look at pictures, met een talige knipoog naar zijn voorbeeld Andy Warhol. Performances werden gehouden in het Tate Modern (Londen) en het MuHKA (Antwerpen) op de 'Verjaardag van de Kunst'. Kritiek kreeg Babenko in 2012 van de Belgische politica Joke Schauvliege, nadat hij een afbeelding van haar (en de benen van politica Caroline Gennez) had gebruikt om haar cultuurbeleid aan te kaarten met kunstenaarsinitiatief Contemporary Art Sucks.

## Tentoonstellingen
- 2008 - Out of Control!! (groepstentoonstelling Vrije Universiteit Brussel)
- 2010 - Tegen de Stroom (solotentoonstelling)
- 2010 - Fondsenwerving Veiling Vlaamse Opera
- 2011 - I never read, I just look at pictures, Designcenter De Winkelhaak[5]
- 2012 - Het Duvels Genot, Antwerpen (solotentoonstelling)
- 2012 - Ceci n'est pas un artist, Nacht van de Powezie (straatperformance)
- 2012 - Winnaar Canvascompetitie 20.000 Like Canvas
- 2012 - Contemporary Art Sucks, Designcenter De Winkelhaak, Antwerpen
- 2012 - Galerij Ma-dam, Antwerpen (groepstentoonstelling)
- 2012 - Art for Peace, Galerie Cut-Up, Rastede, Duitsland
- 2012 - Into the White, Secondroom, Antwerpen
- 2012 - Art @ Ten Prinsenhove, Universiteit Antwerpen
- 2013 - Land of Milk and Money, Byrrh, Brussel
- 2013 - Eurantica, Brussels Fine Art Fair, Brussels Expo
- 2015 - Between dream and reality, Madou toren van de Europese commissie en bij Campo & Campo, Berchem